# Scartelaos
Scartelaos é um género de peixe da família Gobiidae e da ordem Perciformes.

## Espécies
- Scartelaos cantoris (Day, 1871)[3]
- Scartelaos gigas (Chu & Wu, 1963)[4]
- Scartelaos histophorus (Valenciennes, 1837)[5]
- Scartelaos tenuis (Day, 1876)[6][7][8][9][10][11][12][13]